# Pedro Rizzetti
Pedro Rizzetti, noto anche col nome italianizzato Pietro Rizzetti e conosciuto in Brasile come Pepe (San Paolo, 25 giugno 1907 – San Paolo, 19 marzo 1986), è stato un calciatore brasiliano, di ruolo difensore o centrocampista.

## Statistiche

### Presenze e reti nei club
| Stagione       | Club            | Campionato | Campionato | Campionato |
| Stagione       | Club            | Comp       | Pres       | Reti       |
| -------------- | --------------- | ---------- | ---------- | ---------- |
| 1926-31        | Palestra Itália | ?          | ?          | ?          |
| 1931-32        | Lazio           | A          | 28         | 0          |
| 1932-33        | Lazio           | A          | 3          | 0          |
| 1933-34        | Lazio           | A          | 16         | 0          |
| Totale Serie A | Totale Serie A  |            | 47         | 0          |

## Palmarès

### Club
- Campionato paulista: 2

Palestra Itália: 1926, 1927